# Catasetinae
Catasetinae es una subtribu de la subfamilia Epidendroideae perteneciente a la familia Orchidaceae. Sus miembros de distribuyen por América Central y Sudamérica hasta una altura de 1500 m. Se las encuentra en troncos de árboles y postes de madera.

## Descripción
Las orquídeas Catasetinae son polinizadas exclusivamente por abejas euglosinas machos atraídos por los aromas florales que coleccionan. Cada especie de Catasetinae atrae a una o unas pocas especies de abejas dentro de varias docenas que existen en la zona. Cada especie de orquídea deposita los polinarios en un lugar diferente del cuerpo de la abeja, así es llevado al estigma de una orquídea de la misma especie y la hibridación sucede muy raramente en la naturaleza.

## Géneros
- Catasetum (80-120 especies)
- Clowesia (7 especies)
- Cycnoches (alrededor de 30 especies)
- Dressleria (10 especies)
- Galeandra
- Grobya
- Mormodes (alrededor de 70 especies)